# Indian Super League 2014
Het seizoen 2014 is het eerste seizoen in de Indian Super League.

## Teams

### Stadions en locaties
| Club                | Plaats   | Stadion                               | Capaciteit |
| ------------------- | -------- | ------------------------------------- | ---------- |
| Atlético de Kolkata | Calcutta | Salt Lake Stadium                     | 120.000    |
| Chennaiyin FC       | Chennai  | Jawaharlal Nehru Stadium (Chennai)    | 40.000     |
| Delhi Dynamos FC    | Delhi    | Jawaharlal Nehru Stadium (Delhi)      | 60.000     |
| FC Goa              | Margao   | Fatorda Stadium                       | 24.500     |
| Kerala Blasters FC  | Kochi    | Jawaharlal Nehru Stadium (Kochi)      | 80.000     |
| Mumbai City FC      | Mumbai   | DY Patil Stadium                      | 55.000     |
| NorthEast United FC | Guwahati | Indira Gandhi Athletic Stadium        | 30.000     |
| FC Pune City        | Pune     | Shree Shiv Chhatrapati Sports Complex | 22.000     |

### Trainer, aanvoerder en tenue
| Club                | Trainer             | Aanvoerder      | Shirtsponsor | Hoofdsponsor |
| ------------------- | ------------------- | --------------- | ------------ | ------------ |
| Atlético de Kolkata | Antonio Lopéz Habas | Luis García     | Umbro        | Aircel       |
| Chennaiyin          | Marco Materazzi     | Bojan Djordjic  | TYKA Sports  | Ozone Group  |
| Delhi Dynamos       | Harm van Veldhoven  | Mads Junker     | Lotto        | FreeCharge   |
| Goa                 | Zico                | Robert Pirès    | adidas       | Videocon d2h |
| Kerala Blasters     | David James         | Penn Orji       | Puma         | Muthoot      |
| Mumbai City         | Peter Reid          | Syed Nabi       |              | Jabong.com   |
| NorthEast United    | Ricki Herbert       | Miguel Garcia   | adidas       | HTC          |
| Pune City           | Franco Colomba      | David Trezeguet | DIDA         | DHFL         |

### Marquee spelers
| Club                | Marquee              |
| ------------------- | -------------------- |
| Atlético de Kolkata | Luis García          |
| Chennaiyin          | Elano                |
| Delhi Dynamos       | Alessandro Del Piero |
| Goa                 | Robert Pirès         |
| Kerala Blasters     | David James          |
| Mumbai City         | Fredrik Ljungberg    |
| NorthEast United    | Joan Capdevila       |
| Pune City           | David Trezeguet      |

## Eindstand reguliere seizoen
|    | club                | gs | w | g | v | pnt | dv | dt | ds | Kwalificatie                           |
| -- | ------------------- | -- | - | - | - | --- | -- | -- | -- | -------------------------------------- |
| 1. | Chennaiyin          | 14 | 6 | 5 | 3 | 23  | 24 | 20 | +4 | Halve finales Indian Super League 2014 |
| 2. | Goa                 | 14 | 6 | 4 | 4 | 22  | 21 | 12 | +9 | Halve finales Indian Super League 2014 |
| 3. | Atlético de Kolkata | 14 | 4 | 7 | 3 | 19  | 16 | 13 | +3 | Halve finales Indian Super League 2014 |
| 4. | Kerala Blasters     | 14 | 5 | 4 | 5 | 19  | 9  | 11 | −2 | Halve finales Indian Super League 2014 |
| 5. | Delhi Dynamos       | 14 | 4 | 6 | 4 | 18  | 16 | 14 | +2 |                                        |
| 6. | Pune City           | 14 | 4 | 4 | 6 | 16  | 12 | 17 | −5 |                                        |
| 7. | Mumbai City         | 14 | 4 | 4 | 6 | 16  | 12 | 21 | −9 |                                        |
| 8. | NorthEast United    | 14 | 3 | 6 | 5 | 15  | 11 | 13 | −2 |                                        |

## Playoffs
|  | Halve finale        | Halve finale        | Halve finale        | Halve finale        |                 |                 | Finale          | Finale | Finale | Finale |
|  |                     |                     |                     |                     |                 |                 |                 |        |        |        |
|  | 13 + 16 december    |                     |                     |                     |                 |                 |                 |        |        |        |
|  |                     |                     |                     |                     |                 |                 |                 |        |        |        |
|  | Kerala Blasters     | 3                   | 1                   | 4                   |                 |                 |                 |        |        |        |
|  | Kerala Blasters     | 3                   | 1                   | 4                   | 20 december     |                 |                 |        |        |        |
|  | Chennaiyin          | 0                   | 3                   | 3                   |                 |                 |                 |        |        |        |
|  | Chennaiyin          | 0                   | 3                   | 3                   | Kerala Blasters | Kerala Blasters | Kerala Blasters | 0      |        |        |
|  | 14 + 17 december    |                     |                     |                     | Kerala Blasters | Kerala Blasters | Kerala Blasters | 0      |        |        |
|  |                     | Atlético de Kolkata | Atlético de Kolkata | Atlético de Kolkata | 1               |                 |                 |        |        |        |
|  | Atlético de Kolkata | Atlético de Kolkata | Atlético de Kolkata | Atlético de Kolkata | 1               | 0               | 0(4)            | 4      |        |        |
|  | Atlético de Kolkata |                     |                     |                     |                 | 0               | 0(4)            | 4      |        |        |
|  | Goa                 | 0                   | 0(2)                | 2                   |                 |                 |                 |        |        |        |
|  | Goa                 | 0                   | 0(2)                | 2                   |                 |                 |                 |        |        |        |

## Statistieken

### Doelpunten

#### Aantal goals per speelronde
| 7 |

| 12 |

| 13 |

| 11 |

| 7 |

| 9 |

| 4 |

| 5 |

| 6 |

| 9 |

| 14 |

| 6 |

| 8 |

| 10 |

| 7 |

| 1 |

| Indian Super League | Totaal: 129 doelpunten |

| Indian Super League | Totaal: 129 doelpunten |

#### Topscorers
| pos | Speler             | Club                | Wed | Goal | Gescoord met penalty | Gem  |
| --- | ------------------ | ------------------- | --- | ---- | -------------------- | ---- |
| 1.  | Elano              | Chennaiyin FC       | 9   | 8    | 3                    | 0.89 |
| 2.  | Miroslav Slepička  | FC Goa              | 8   | 5    | 0                    | 0.63 |
| "   | Iain Hume          | Kerala Blasters FC  | 16  | 5    | 0                    | 0.31 |
| "   | Gustavo Marmentini | Delhi Dynamos FC    | 13  | 5    | 1                    | 0.38 |
| "   | Fikru Tefera       | Atlético de Kolkata | 12  | 5    | 2                    | 0.42 |
| 6.  | Stiven Mendoza     | Chennaiyin FC       | 9   | 4    | 0                    | 0.44 |
| "   | Bruno Pelissari    | Chennaiyin FC       | 9   | 4    | 0                    | 0.44 |
| "   | André Santos       | FC Goa              | 10  | 4    | 0                    | 0.40 |
| "   | Jeje Lalpekhlua    | Chennaiyin FC       | 13  | 4    | 0                    | 0.31 |
| "   | Kostas Katsouranis | FC Pune City        | 14  | 4    | 0                    | 0.29 |
| "   | Koke               | NorthEast United FC | 12  | 4    | 2                    | 0.33 |
| 12. | Romeo Fernandes    | FC Goa              | 9   | 3    | 0                    | 0.33 |
| "   | André Moritz       | Mumbai City FC      | 9   | 3    | 0                    | 0.33 |
| "   | Dudu Omagbemi      | FC Pune City        | 12  | 3    | 0                    | 0.25 |
| "   | Hans Mulder        | Delhi Dynamos FC    | 13  | 3    | 0                    | 0.23 |
| "   | Mads Junker        | Delhi Dynamos FC    | 14  | 3    | 0                    | 0.21 |
| 17. | Cavin Lobo         | Atlético de Kolkata | 4   | 2    | 0                    | 0.50 |
| "   | Massamba Sambou    | NorthEast United FC | 6   | 2    | 0                    | 0.33 |
| "   | Nicolas Anelka     | Mumbai City FC      | 7   | 2    | 0                    | 0.29 |
| "   | Tolgay Özbey       | FC Goa              | 8   | 2    | 0                    | 0.25 |
| "   | Jakub Podany       | Atlético de Kolkata | 8   | 2    | 0                    | 0.25 |
| "   | David Trezeguet    | FC Pune City        | 9   | 2    | 0                    | 0.22 |
| "   | Luis García        | Atlético de Kolkata | 11  | 2    | 1                    | 0.18 |
| "   | Penn Orji          | Kerala Blasters FC  | 11  | 2    | 0                    | 0.18 |
| "   | Youness Bengelloun | FC Goa              | 12  | 2    | 0                    | 0.17 |
| "   | Grégory Arnolin    | FC Goa              | 13  | 2    | 0                    | 0.15 |
| "   | Kondwani Mtonga    | NorthEast United FC | 13  | 2    | 0                    | 0.15 |
| "   | Baljit Sahni       | Atlético de Kolkata | 14  | 2    | 0                    | 0.14 |
| 29. | 37 spelers         |                     |     | 1    |                      |      |

#### Assists
| pos | Speler                   | Club                | Wed | Assists |
| --- | ------------------------ | ------------------- | --- | ------- |
| 1.  | Miroslav Slepička        | FC Goa              | 8   | 4       |
| "   | Koke                     | NorthEast United FC | 12  | 4       |
| 3.  | Davide Colomba           | FC Pune City        | 6   | 3       |
| "   | André Santos             | FC Goa              | 10  | 3       |
| "   | Harmanjot Khabra         | Delhi Dynamos FC    | 11  | 3       |
| "   | Fikru Tefera             | Atlético de Kolkata | 12  | 3       |
| "   | Gustavo Marmentini       | Delhi Dynamos FC    | 13  | 3       |
| "   | Balwant Singh            | Chennaiyin FC       | 13  | 3       |
| "   | Harmanjot Khabra         | Chennaiyin FC       | 13  | 3       |
| "   | Lalrindika Ralte         | Mumbai City FC      | 14  | 3       |
| 11. | Elano                    | Chennaiyin FC       | 9   | 2       |
| "   | Stiven Mendoza           | Chennaiyin FC       | 9   | 2       |
| "   | Romeo Fernandes          | FC Goa              | 9   | 2       |
| "   | Clifford Miranda         | FC Goa              | 9   | 2       |
| "   | James Keene              | NorthEast United FC | 10  | 2       |
| "   | Luis García Sanz         | Atlético de Kolkata | 11  | 2       |
| "   | Jofre                    | Atlético de Kolkata | 11  | 2       |
| "   | Tiago Ribeiro            | Mumbai City FC      | 11  | 2       |
| "   | Iain Hume                | Kerala Blasters FC  | 13  | 2       |
| "   | Borja Fernández          | Atlético de Kolkata | 13  | 2       |
| "   | Shouvik Ghosh            | Delhi Dynamos FC    | 13  | 2       |
| "   | Jan Stohanzl             | Mumbai City FC      | 13  | 2       |
| "   | Konstantinos Katsouranis | FC Pune City        | 14  | 2       |
| 24. | 32 spelers               |                     |     | 1       |

### Kaarten

#### Gele en rode kaarten
en  / 

| 11 |

|  |

| 15 |

| 1 |

| 16 |

| 1 |

| 15 |

|  |

| 15 |

| 2 |

| 14 |

| 1 |

| 11 |

| 1 |

| 9 |

|  |

| 12 |

|  |

| 11 |

| 1 |

| 15 |

|  |

| 15 |

|  |

| 17 |

| 1 |

| 18 |

| 2 |

| 16 |

| 3 |

| 7 |

|  |

| Indian Super League | Totaal: 217 Gele kaarten |
| Indian Super League | Totaal: 13 Rode kaarten  |

| Waarvan 10x |

| Indian Super League | Totaal: 217 Gele kaarten |
| Indian Super League | Totaal: 13 Rode kaarten  |

| Waarvan 10x |

## Wedstrijdverslagen

### Speelronde 1
|                           |                                    |         |             |                                                                                       |
| 12 oktober 2014 19.00 IST | Atlético de Kolkata                | 3 – 0   | Mumbai City | Stadion: Salt Lake Stadium, Calcutta Toeschouwers: 65.000 Scheidsrechter: Chris Penso |
| 12 oktober 2014 19.00 IST | Tefera 27' Borja 69' Llibert 90+3' | Verslag |             | Stadion: Salt Lake Stadium, Calcutta Toeschouwers: 65.000 Scheidsrechter: Chris Penso |
| 12 oktober 2014 19.00 IST |                                    |         |             | Stadion: Salt Lake Stadium, Calcutta Toeschouwers: 65.000 Scheidsrechter: Chris Penso |
| 12 oktober 2014 19.00 IST |                                    |         |             | Stadion: Salt Lake Stadium, Calcutta Toeschouwers: 65.000 Scheidsrechter: Chris Penso |
|                           |                                    |         |             |                                                                                       |

|                           |                  |         |                 | |
| 13 oktober 2014 19.00 IST | NorthEast United | 1 – 0   | Kerala Blasters | Stadion: Indira Gandhi Athletic Stadium, Guwahati Toeschouwers: 29.500 Scheidsrechter: Pratap Singh |
| 13 oktober 2014 19.00 IST | Koke 45'         | Verslag |                 | Stadion: Indira Gandhi Athletic Stadium, Guwahati Toeschouwers: 29.500 Scheidsrechter: Pratap Singh |
| 13 oktober 2014 19.00 IST |                  |         |                 | Stadion: Indira Gandhi Athletic Stadium, Guwahati Toeschouwers: 29.500 Scheidsrechter: Pratap Singh |
| 13 oktober 2014 19.00 IST |                  |         |                 | Stadion: Indira Gandhi Athletic Stadium, Guwahati Toeschouwers: 29.500 Scheidsrechter: Pratap Singh |
|                           |                  |         |                 | |

|                           |               |       |           |                                                                                               |
| 14 oktober 2014 19.00 IST | Delhi Dynamos | 0 – 0 | Pune City | Stadion: Jawaharlal Nehru Stadium, Delhi Toeschouwers: 16.500 Scheidsrechter: Pranjal Banarji |
| 14 oktober 2014 19.00 IST | Verslag       |       |           | Stadion: Jawaharlal Nehru Stadium, Delhi Toeschouwers: 16.500 Scheidsrechter: Pranjal Banarji |
| 14 oktober 2014 19.00 IST |               |       |           | Stadion: Jawaharlal Nehru Stadium, Delhi Toeschouwers: 16.500 Scheidsrechter: Pranjal Banarji |
| 14 oktober 2014 19.00 IST |               |       |           | Stadion: Jawaharlal Nehru Stadium, Delhi Toeschouwers: 16.500 Scheidsrechter: Pranjal Banarji |
|                           |               |       |           |                                                                                               |

|                           |             |         |                       |                                                                                   |
| 15 oktober 2014 19.00 IST | Goa         | 1 – 2   | Chennaiyin            | Stadion: Fatorda Stadium, Margao Toeschouwers: 16.652 Scheidsrechter: Chris Penso |
| 15 oktober 2014 19.00 IST | Arnolin 65' | Verslag | 32' B.Singh 42' Elano | Stadion: Fatorda Stadium, Margao Toeschouwers: 16.652 Scheidsrechter: Chris Penso |
| 15 oktober 2014 19.00 IST |             |         |                       | Stadion: Fatorda Stadium, Margao Toeschouwers: 16.652 Scheidsrechter: Chris Penso |
| 15 oktober 2014 19.00 IST |             |         |                       | Stadion: Fatorda Stadium, Margao Toeschouwers: 16.652 Scheidsrechter: Chris Penso |
|                           |             |         |                       |                                                                                   |

### Speelronde 2
|                           |                                               |         |           |                                                                                    |
| 18 oktober 2014 19.00 IST | Mumbai City                                   | 5 – 0   | Pune City | Stadion: DY Patil Stadium, Mumbai Toeschouwers: 28.000 Scheidsrechter: Chris Penso |
| 18 oktober 2014 19.00 IST | Moritz 12', 27', 71' Subash 37' Letzelter 85' | Verslag |           | Stadion: DY Patil Stadium, Mumbai Toeschouwers: 28.000 Scheidsrechter: Chris Penso |
| 18 oktober 2014 19.00 IST |                                               |         |           | Stadion: DY Patil Stadium, Mumbai Toeschouwers: 28.000 Scheidsrechter: Chris Penso |
| 18 oktober 2014 19.00 IST |                                               |         |           | Stadion: DY Patil Stadium, Mumbai Toeschouwers: 28.000 Scheidsrechter: Chris Penso |
|                           |                                               |         |           |                                                                                    |

|                           |                     |         |               |                                                                                              |
| 19 oktober 2014 16.30 IST | Atlético de Kolkata | 1 – 1   | Delhi Dynamos | Stadion: Salt Lake Stadium, Calcutta Toeschouwers: 55.793 Scheidsrechter: M.B. Santosh Kumar |
| 19 oktober 2014 16.30 IST | Jofre 49' (p)       | Verslag | 73' Elias     | Stadion: Salt Lake Stadium, Calcutta Toeschouwers: 55.793 Scheidsrechter: M.B. Santosh Kumar |
| 19 oktober 2014 16.30 IST |                     |         |               | Stadion: Salt Lake Stadium, Calcutta Toeschouwers: 55.793 Scheidsrechter: M.B. Santosh Kumar |
| 19 oktober 2014 16.30 IST |                     |         |               | Stadion: Salt Lake Stadium, Calcutta Toeschouwers: 55.793 Scheidsrechter: M.B. Santosh Kumar |
|                           |                     |         |               |                                                                                              |

|                           |                  |         |             | |
| 19 oktober 2014 19.00 IST | NorthEast United | 1 – 1   | Goa         | Stadion: Indira Gandhi Athletic Stadium, Guwahati Toeschouwers: 30.870 Scheidsrechter: Dave Gantar |
| 19 oktober 2014 19.00 IST | Koke 36' (p)     | Verslag | 16' Arnolin | Stadion: Indira Gandhi Athletic Stadium, Guwahati Toeschouwers: 30.870 Scheidsrechter: Dave Gantar |
| 19 oktober 2014 19.00 IST |                  |         |             | Stadion: Indira Gandhi Athletic Stadium, Guwahati Toeschouwers: 30.870 Scheidsrechter: Dave Gantar |
| 19 oktober 2014 19.00 IST |                  |         |             | Stadion: Indira Gandhi Athletic Stadium, Guwahati Toeschouwers: 30.870 Scheidsrechter: Dave Gantar |
|                           |                  |         |             | |

|                           |                         |         |                 |                                                                                           |
| 21 oktober 2014 19.00 IST | Chennaiyin              | 2 – 1   | Kerala Blasters | Stadion: Jawaharlal Nehru Stadium, Chennai Toeschouwers: 19.430 Scheidsrechter: Rahul Dsa |
| 21 oktober 2014 19.00 IST | Elano 14' (p) Mendy 63' | Verslag | 50' Hume        | Stadion: Jawaharlal Nehru Stadium, Chennai Toeschouwers: 19.430 Scheidsrechter: Rahul Dsa |
| 21 oktober 2014 19.00 IST |                         |         |                 | Stadion: Jawaharlal Nehru Stadium, Chennai Toeschouwers: 19.430 Scheidsrechter: Rahul Dsa |
| 21 oktober 2014 19.00 IST |                         |         |                 | Stadion: Jawaharlal Nehru Stadium, Chennai Toeschouwers: 19.430 Scheidsrechter: Rahul Dsa |
|                           |                         |         |                 |                                                                                           |

### Speelronde 3
|                           |                  |         |                     |                                                                                   |
| 23 oktober 2014 19.00 IST | Goa              | 1 – 2   | Atlético de Kolkata | Stadion: Fatorda Stadium, Margao Toeschouwers: 17.343 Scheidsrechter: Chris Penso |
| 23 oktober 2014 19.00 IST | André Santos 21' | Verslag | 72', 84' Lobo       | Stadion: Fatorda Stadium, Margao Toeschouwers: 17.343 Scheidsrechter: Chris Penso |
| 23 oktober 2014 19.00 IST |                  |         |                     | Stadion: Fatorda Stadium, Margao Toeschouwers: 17.343 Scheidsrechter: Chris Penso |
| 23 oktober 2014 19.00 IST |                  |         |                     | Stadion: Fatorda Stadium, Margao Toeschouwers: 17.343 Scheidsrechter: Chris Penso |
|                           |                  |         |                     |                                                                                   |

|                           |             |         |                                   |                                                                                    |
| 24 oktober 2014 19.00 IST | Mumbai City | 0 – 2   | NorthEast United                  | Stadion: DY Patil Stadium, Mumbai Toeschouwers: 22.314 Scheidsrechter: Dave Gantar |
| 24 oktober 2014 19.00 IST |             | Verslag | 57' Mtonga 90+2' Guilherme Batata | Stadion: DY Patil Stadium, Mumbai Toeschouwers: 22.314 Scheidsrechter: Dave Gantar |
| 24 oktober 2014 19.00 IST |             |         |                                   | Stadion: DY Patil Stadium, Mumbai Toeschouwers: 22.314 Scheidsrechter: Dave Gantar |
| 24 oktober 2014 19.00 IST |             |         |                                   | Stadion: DY Patil Stadium, Mumbai Toeschouwers: 22.314 Scheidsrechter: Dave Gantar |
|                           |             |         |                                   |                                                                                    |

|                           |                                                                 |         |            |                                                                                               |
| 25 oktober 2014 19.00 IST | Delhi Dynamos                                                   | 4 – 1   | Chennaiyin | Stadion: Jawaharlal Nehru Stadium, Delhi Toeschouwers: 13.000 Scheidsrechter: Tejas Nagvenkar |
| 25 oktober 2014 19.00 IST | Raymaekers 1' Junker 21' Bruno 79' (p) Gustavo Marmentini 90+3' | Verslag | 69' Elano  | Stadion: Jawaharlal Nehru Stadium, Delhi Toeschouwers: 13.000 Scheidsrechter: Tejas Nagvenkar |
| 25 oktober 2014 19.00 IST |                                                                 |         |            | Stadion: Jawaharlal Nehru Stadium, Delhi Toeschouwers: 13.000 Scheidsrechter: Tejas Nagvenkar |
| 25 oktober 2014 19.00 IST |                                                                 |         |            | Stadion: Jawaharlal Nehru Stadium, Delhi Toeschouwers: 13.000 Scheidsrechter: Tejas Nagvenkar |
|                           |                                                                 |         |            |                                                                                               |

|                           |               |         |                      | |
| 30 oktober 2014 19.00 IST | Pune City     | 1 – 2   | Kerala Blasters      | Stadion: Shree Shiv Chhatrapati Sports Complex, Pune Toeschouwers: 8.227 Scheidsrechter: Tejas Nagvenkar |
| 30 oktober 2014 19.00 IST | Trezeguet 15' | Verslag | 41' Sabeeth 65' Orji | Stadion: Shree Shiv Chhatrapati Sports Complex, Pune Toeschouwers: 8.227 Scheidsrechter: Tejas Nagvenkar |
| 30 oktober 2014 19.00 IST |               |         |                      | Stadion: Shree Shiv Chhatrapati Sports Complex, Pune Toeschouwers: 8.227 Scheidsrechter: Tejas Nagvenkar |
| 30 oktober 2014 19.00 IST |               |         |                      | Stadion: Shree Shiv Chhatrapati Sports Complex, Pune Toeschouwers: 8.227 Scheidsrechter: Tejas Nagvenkar |
|                           |               |         |                      | |

### Speelronde 4
|                           |                               |         |     | |
| 26 oktober 2014 19.00 IST | Pune City                     | 2 – 0   | Goa | Stadion: Shree Shiv Chhatrapati Sports Complex, Pune Toeschouwers: 7.517 Scheidsrechter: Pratap Singh |
| 26 oktober 2014 19.00 IST | Katsouranis 42' Trezeguet 81' | Verslag |     | Stadion: Shree Shiv Chhatrapati Sports Complex, Pune Toeschouwers: 7.517 Scheidsrechter: Pratap Singh |
| 26 oktober 2014 19.00 IST |                               |         |     | Stadion: Shree Shiv Chhatrapati Sports Complex, Pune Toeschouwers: 7.517 Scheidsrechter: Pratap Singh |
| 26 oktober 2014 19.00 IST |                               |         |     | Stadion: Shree Shiv Chhatrapati Sports Complex, Pune Toeschouwers: 7.517 Scheidsrechter: Pratap Singh |
|                           |                               |         |     | |

|                           |                                                   |         |             |                                                                                             |
| 28 oktober 2014 19.00 IST | Chennaiyin                                        | 5 – 1   | Mumbai City | Stadion: Jawaharlal Nehru Stadium, Chennai Toeschouwers: 16.567 Scheidsrechter: Dave Gantar |
| 28 oktober 2014 19.00 IST | Elano 9' (p), 69' Lalpekhlua 26' Mendoza 41', 44' | Verslag | 88' Nabi    | Stadion: Jawaharlal Nehru Stadium, Chennai Toeschouwers: 16.567 Scheidsrechter: Dave Gantar |
| 28 oktober 2014 19.00 IST |                                                   |         |             | Stadion: Jawaharlal Nehru Stadium, Chennai Toeschouwers: 16.567 Scheidsrechter: Dave Gantar |
| 28 oktober 2014 19.00 IST |                                                   |         |             | Stadion: Jawaharlal Nehru Stadium, Chennai Toeschouwers: 16.567 Scheidsrechter: Dave Gantar |
|                           |                                                   |         |             |                                                                                             |

|                           |               |       |                  |                                                                                            |
| 29 oktober 2014 19.00 IST | Delhi Dynamos | 0 – 0 | NorthEast United | Stadion: Jawaharlal Nehru Stadium, Delhi Toeschouwers: 16.000 Scheidsrechter: Pratap Singh |
| 29 oktober 2014 19.00 IST | Verslag       |       |                  | Stadion: Jawaharlal Nehru Stadium, Delhi Toeschouwers: 16.000 Scheidsrechter: Pratap Singh |
| 29 oktober 2014 19.00 IST |               |       |                  | Stadion: Jawaharlal Nehru Stadium, Delhi Toeschouwers: 16.000 Scheidsrechter: Pratap Singh |
| 29 oktober 2014 19.00 IST |               |       |                  | Stadion: Jawaharlal Nehru Stadium, Delhi Toeschouwers: 16.000 Scheidsrechter: Pratap Singh |
|                           |               |       |                  |                                                                                            |

|                            |                          |         |                     |                                                                                               |
| 21 november 2014 19.00 IST | Kerala Blasters          | 2 – 1   | Atlético de Kolkata | Stadion: Jawaharlal Nehru Stadium, Kochi Toeschouwers: 57.296 Scheidsrechter: Ravshan Irmatov |
| 21 november 2014 19.00 IST | Hume 4' Pedro Gusmão 42' | Verslag | 55' Tefera          | Stadion: Jawaharlal Nehru Stadium, Kochi Toeschouwers: 57.296 Scheidsrechter: Ravshan Irmatov |
| 21 november 2014 19.00 IST |                          |         |                     | Stadion: Jawaharlal Nehru Stadium, Kochi Toeschouwers: 57.296 Scheidsrechter: Ravshan Irmatov |
| 21 november 2014 19.00 IST |                          |         |                     | Stadion: Jawaharlal Nehru Stadium, Kochi Toeschouwers: 57.296 Scheidsrechter: Ravshan Irmatov |
|                            |                          |         |                     |                                                                                               |

### Speelronde 5
|                           |                      |         |               |                                                                                   |
| 1 november 2014 19.00 IST | Goa                  | 2 – 1   | Delhi Dynamos | Stadion: Fatorda Stadium, Margao Toeschouwers: 17.563 Scheidsrechter: Dave Gantar |
| 1 november 2014 19.00 IST | Raja 73' Özbey 90+3' | Verslag | 7' Junker     | Stadion: Fatorda Stadium, Margao Toeschouwers: 17.563 Scheidsrechter: Dave Gantar |
| 1 november 2014 19.00 IST |                      |         |               | Stadion: Fatorda Stadium, Margao Toeschouwers: 17.563 Scheidsrechter: Dave Gantar |
| 1 november 2014 19.00 IST |                      |         |               | Stadion: Fatorda Stadium, Margao Toeschouwers: 17.563 Scheidsrechter: Dave Gantar |
|                           |                      |         |               |                                                                                   |

|                           |             |         |                 |                                                                                       |
| 2 november 2014 19.00 IST | Mumbai City | 1 – 0   | Kerala Blasters | Stadion: DY Patil Stadium, Mumbai Toeschouwers: 20.439 Scheidsrechter: Jarred Gillett |
| 2 november 2014 19.00 IST | Anelka 45'  | Verslag |                 | Stadion: DY Patil Stadium, Mumbai Toeschouwers: 20.439 Scheidsrechter: Jarred Gillett |
| 2 november 2014 19.00 IST |             |         |                 | Stadion: DY Patil Stadium, Mumbai Toeschouwers: 20.439 Scheidsrechter: Jarred Gillett |
| 2 november 2014 19.00 IST |             |         |                 | Stadion: DY Patil Stadium, Mumbai Toeschouwers: 20.439 Scheidsrechter: Jarred Gillett |
|                           |             |         |                 |                                                                                       |

|                           |              |         |                  | |
| 3 november 2014 19.00 IST | Pune City    | 1 – 0   | NorthEast United | Stadion: Shree Shiv Chhatrapati Sports Complex, Pune Toeschouwers: 7.647 Scheidsrechter: M.B. Santosh Kumar |
| 3 november 2014 19.00 IST | Goossens 88' | Verslag |                  | Stadion: Shree Shiv Chhatrapati Sports Complex, Pune Toeschouwers: 7.647 Scheidsrechter: M.B. Santosh Kumar |
| 3 november 2014 19.00 IST |              |         |                  | Stadion: Shree Shiv Chhatrapati Sports Complex, Pune Toeschouwers: 7.647 Scheidsrechter: M.B. Santosh Kumar |
| 3 november 2014 19.00 IST |              |         |                  | Stadion: Shree Shiv Chhatrapati Sports Complex, Pune Toeschouwers: 7.647 Scheidsrechter: M.B. Santosh Kumar |
|                           |              |         |                  | |

|                           |                         |         |                               |                                                                                                 |
| 4 november 2014 19.00 IST | Chennaiyin              | 1 – 1   | Atlético de Kolkata           | Stadion: Jawaharlal Nehru Stadium, Chennai Toeschouwers: 24.088 Scheidsrechter: Tejas Nagvenkar |
| 4 november 2014 19.00 IST | Pal 33' Elano 90+3' (p) | Verslag | 35' (p) García 28', 47' Jofre | Stadion: Jawaharlal Nehru Stadium, Chennai Toeschouwers: 24.088 Scheidsrechter: Tejas Nagvenkar |
| 4 november 2014 19.00 IST |                         |         |                               | Stadion: Jawaharlal Nehru Stadium, Chennai Toeschouwers: 24.088 Scheidsrechter: Tejas Nagvenkar |
| 4 november 2014 19.00 IST |                         |         |                               | Stadion: Jawaharlal Nehru Stadium, Chennai Toeschouwers: 24.088 Scheidsrechter: Tejas Nagvenkar |
|                           |                         |         |                               |                                                                                                 |

### Speelronde 6
|                           |             |         |               |                                                                                        |
| 5 november 2014 19.00 IST | Mumbai City | 1 – 0   | Delhi Dynamos | Stadion: DY Patil Stadium, Mumbai Toeschouwers: 18.197 Scheidsrechter: Pranjal Banerji |
| 5 november 2014 19.00 IST | Anelka 59'  | Verslag |               | Stadion: DY Patil Stadium, Mumbai Toeschouwers: 18.197 Scheidsrechter: Pranjal Banerji |
| 5 november 2014 19.00 IST |             |         |               | Stadion: DY Patil Stadium, Mumbai Toeschouwers: 18.197 Scheidsrechter: Pranjal Banerji |
| 5 november 2014 19.00 IST |             |         |               | Stadion: DY Patil Stadium, Mumbai Toeschouwers: 18.197 Scheidsrechter: Pranjal Banerji |
|                           |             |         |               |                                                                                        |

|                           |                 |         |     |                                                                                              |
| 6 november 2014 19.00 IST | Kerala Blasters | 1 – 0   | Goa | Stadion: Jawaharlal Nehru Stadium, Kochi Toeschouwers: 49.517 Scheidsrechter: Jarred Gillett |
| 6 november 2014 19.00 IST | Gonsalves 64'   | Verslag |     | Stadion: Jawaharlal Nehru Stadium, Kochi Toeschouwers: 49.517 Scheidsrechter: Jarred Gillett |
| 6 november 2014 19.00 IST |                 |         |     | Stadion: Jawaharlal Nehru Stadium, Kochi Toeschouwers: 49.517 Scheidsrechter: Jarred Gillett |
| 6 november 2014 19.00 IST |                 |         |     | Stadion: Jawaharlal Nehru Stadium, Kochi Toeschouwers: 49.517 Scheidsrechter: Jarred Gillett |
|                           |                 |         |     |                                                                                              |

|                           |                     |         |                                          |                                                                                              |
| 7 november 2014 19.00 IST | Atlético de Kolkata | 1 – 3   | Pune City                                | Stadion: Salt Lake Stadium, Calcutta Toeschouwers: 21.550 Scheidsrechter: M.B. Santosh Kumar |
| 7 november 2014 19.00 IST | Tefera 84' (p)      | Verslag | 35' Omagbemi 35' Katsouranis 89' Colomba | Stadion: Salt Lake Stadium, Calcutta Toeschouwers: 21.550 Scheidsrechter: M.B. Santosh Kumar |
| 7 november 2014 19.00 IST |                     |         |                                          | Stadion: Salt Lake Stadium, Calcutta Toeschouwers: 21.550 Scheidsrechter: M.B. Santosh Kumar |
| 7 november 2014 19.00 IST |                     |         |                                          | Stadion: Salt Lake Stadium, Calcutta Toeschouwers: 21.550 Scheidsrechter: M.B. Santosh Kumar |
|                           |                     |         |                                          |                                                                                              |

|                            |                          |         |            | |
| 27 november 2014 19.00 IST | NorthEast United         | 3 – 0   | Chennaiyin | Stadion: Indira Gandhi Athletic Stadium, Guwahati Toeschouwers: 29.894 Scheidsrechter: Hettikankanamge Dilan Perera |
| 27 november 2014 19.00 IST | Boro 10' Sambou 21', 23' | Verslag |            | Stadion: Indira Gandhi Athletic Stadium, Guwahati Toeschouwers: 29.894 Scheidsrechter: Hettikankanamge Dilan Perera |
| 27 november 2014 19.00 IST |                          |         |            | Stadion: Indira Gandhi Athletic Stadium, Guwahati Toeschouwers: 29.894 Scheidsrechter: Hettikankanamge Dilan Perera |
| 27 november 2014 19.00 IST |                          |         |            | Stadion: Indira Gandhi Athletic Stadium, Guwahati Toeschouwers: 29.894 Scheidsrechter: Hettikankanamge Dilan Perera |
|                            |                          |         |            | |

### Speelronde 7
|                           |                  |         |                         | |
| 16 oktober 2014 19.00 IST | NorthEast United | 0 – 2   | Atlético de Kolkata     | Stadion: Indira Gandhi Athletic Stadium, Guwahati Toeschouwers: 25.530 Scheidsrechter: Tejas Nagvenkar |
| 16 oktober 2014 19.00 IST |                  | Verslag | 15' Tefera 90+2' Podaný | Stadion: Indira Gandhi Athletic Stadium, Guwahati Toeschouwers: 25.530 Scheidsrechter: Tejas Nagvenkar |
| 16 oktober 2014 19.00 IST |                  |         |                         | Stadion: Indira Gandhi Athletic Stadium, Guwahati Toeschouwers: 25.530 Scheidsrechter: Tejas Nagvenkar |
| 16 oktober 2014 19.00 IST |                  |         |                         | Stadion: Indira Gandhi Athletic Stadium, Guwahati Toeschouwers: 25.530 Scheidsrechter: Tejas Nagvenkar |
|                           |                  |         |                         | |

|                           |         |       |             |                                                                                      |
| 9 november 2014 16.30 IST | Goa     | 0 – 0 | Mumbai City | Stadion: Fatorda Stadium, Margao Toeschouwers: 17.325 Scheidsrechter: Jarred Gillett |
| 9 november 2014 16.30 IST | Verslag |       |             | Stadion: Fatorda Stadium, Margao Toeschouwers: 17.325 Scheidsrechter: Jarred Gillett |
| 9 november 2014 16.30 IST |         |       |             | Stadion: Fatorda Stadium, Margao Toeschouwers: 17.325 Scheidsrechter: Jarred Gillett |
| 9 november 2014 16.30 IST |         |       |             | Stadion: Fatorda Stadium, Margao Toeschouwers: 17.325 Scheidsrechter: Jarred Gillett |
|                           |         |       |             |                                                                                      |

|                           |                 |       |               |                                                                                               |
| 9 november 2014 19.00 IST | Kerala Blasters | 0 – 0 | Delhi Dynamos | Stadion: Jawaharlal Nehru Stadium, Kochi Toeschouwers: 34.657 Scheidsrechter: Pranjal Banerji |
| 9 november 2014 19.00 IST | Verslag         |       |               | Stadion: Jawaharlal Nehru Stadium, Kochi Toeschouwers: 34.657 Scheidsrechter: Pranjal Banerji |
| 9 november 2014 19.00 IST |                 |       |               | Stadion: Jawaharlal Nehru Stadium, Kochi Toeschouwers: 34.657 Scheidsrechter: Pranjal Banerji |
| 9 november 2014 19.00 IST |                 |       |               | Stadion: Jawaharlal Nehru Stadium, Kochi Toeschouwers: 34.657 Scheidsrechter: Pranjal Banerji |
|                           |                 |       |               |                                                                                               |

|                            |                |         |                              | |
| 11 november 2014 19.00 IST | Pune City      | 1 – 1   | Chennaiyin                   | Stadion: Shree Shiv Chhatrapati Sports Complex, Pune Toeschouwers: 7.243 Scheidsrechter: Jarred Gillett |
| 11 november 2014 19.00 IST | Katsouranis 9' | Verslag | 16' (pen.) Elano 58' Mendoza | Stadion: Shree Shiv Chhatrapati Sports Complex, Pune Toeschouwers: 7.243 Scheidsrechter: Jarred Gillett |
| 11 november 2014 19.00 IST |                |         |                              | Stadion: Shree Shiv Chhatrapati Sports Complex, Pune Toeschouwers: 7.243 Scheidsrechter: Jarred Gillett |
| 11 november 2014 19.00 IST |                |         |                              | Stadion: Shree Shiv Chhatrapati Sports Complex, Pune Toeschouwers: 7.243 Scheidsrechter: Jarred Gillett |
|                            |                |         |                              | |

### Speelronde 8
|                            |                 |       |             |                                                                                               |
| 12 november 2014 19.00 IST | Kerala Blasters | 0 – 0 | Mumbai City | Stadion: Jawaharlal Nehru Stadium, Kochi Toeschouwers: 41.362 Scheidsrechter: Tejas Nagvenkar |
| 12 november 2014 19.00 IST | Verslag         |       |             | Stadion: Jawaharlal Nehru Stadium, Kochi Toeschouwers: 41.362 Scheidsrechter: Tejas Nagvenkar |
| 12 november 2014 19.00 IST |                 |       |             | Stadion: Jawaharlal Nehru Stadium, Kochi Toeschouwers: 41.362 Scheidsrechter: Tejas Nagvenkar |
| 12 november 2014 19.00 IST |                 |       |             | Stadion: Jawaharlal Nehru Stadium, Kochi Toeschouwers: 41.362 Scheidsrechter: Tejas Nagvenkar |
|                            |                 |       |             |                                                                                               |

|                            |                            |         |                                             |                                                                                               |
| 13 november 2014 19.00 IST | Delhi Dynamos              | 1 – 4   | Goa                                         | Stadion: Jawaharlal Nehru Stadium, Delhi Toeschouwers: 15.697 Scheidsrechter: Arumughan Rowan |
| 13 november 2014 19.00 IST | Gustavo Marmentini 72' (p) | Verslag | 17', 48' Bengelloun 53' (p) Pirès 59' Özbey | Stadion: Jawaharlal Nehru Stadium, Delhi Toeschouwers: 15.697 Scheidsrechter: Arumughan Rowan |
| 13 november 2014 19.00 IST |                            |         |                                             | Stadion: Jawaharlal Nehru Stadium, Delhi Toeschouwers: 15.697 Scheidsrechter: Arumughan Rowan |
| 13 november 2014 19.00 IST |                            |         |                                             | Stadion: Jawaharlal Nehru Stadium, Delhi Toeschouwers: 15.697 Scheidsrechter: Arumughan Rowan |
|                            |                            |         |                                             |                                                                                               |

|                            |                     |       |            |                                                                                        |
| 14 november 2014 19.00 IST | Atlético de Kolkata | 0 – 0 | Chennaiyin | Stadion: Salt Lake Stadium, Calcutta Toeschouwers: 46.288 Scheidsrechter: Pratap Singh |
| 14 november 2014 19.00 IST | Verslag             |       |            | Stadion: Salt Lake Stadium, Calcutta Toeschouwers: 46.288 Scheidsrechter: Pratap Singh |
| 14 november 2014 19.00 IST |                     |       |            | Stadion: Salt Lake Stadium, Calcutta Toeschouwers: 46.288 Scheidsrechter: Pratap Singh |
| 14 november 2014 19.00 IST |                     |       |            | Stadion: Salt Lake Stadium, Calcutta Toeschouwers: 46.288 Scheidsrechter: Pratap Singh |
|                            |                     |       |            |                                                                                        |

|                            |                  |       |           | |
| 15 november 2014 19.00 IST | NorthEast United | 0 – 0 | Pune City | Stadion: Indira Gandhi Athletic Stadium, Guwahati Toeschouwers: 29.981 Scheidsrechter: Pranjal Banerji |
| 15 november 2014 19.00 IST | Verslag          |       |           | Stadion: Indira Gandhi Athletic Stadium, Guwahati Toeschouwers: 29.981 Scheidsrechter: Pranjal Banerji |
| 15 november 2014 19.00 IST |                  |       |           | Stadion: Indira Gandhi Athletic Stadium, Guwahati Toeschouwers: 29.981 Scheidsrechter: Pranjal Banerji |
| 15 november 2014 19.00 IST |                  |       |           | Stadion: Indira Gandhi Athletic Stadium, Guwahati Toeschouwers: 29.981 Scheidsrechter: Pranjal Banerji |
|                            |                  |       |           | |

### Speelronde 9
|                            |               |         |                 |                                                                                              |
| 16 november 2014 19.00 IST | Delhi Dynamos | 0 – 1   | Kerala Blasters | Stadion: Jawaharlal Nehru Stadium, Delhi Toeschouwers: 17.853 Scheidsrechter: Jarred Gillett |
| 16 november 2014 19.00 IST |               | Verslag | 61' Orji        | Stadion: Jawaharlal Nehru Stadium, Delhi Toeschouwers: 17.853 Scheidsrechter: Jarred Gillett |
| 16 november 2014 19.00 IST |               |         |                 | Stadion: Jawaharlal Nehru Stadium, Delhi Toeschouwers: 17.853 Scheidsrechter: Jarred Gillett |
| 16 november 2014 19.00 IST |               |         |                 | Stadion: Jawaharlal Nehru Stadium, Delhi Toeschouwers: 17.853 Scheidsrechter: Jarred Gillett |
|                            |               |         |                 |                                                                                              |

|                            |             |       |     |                                                                                           |
| 17 november 2014 19.00 IST | Mumbai City | 0 – 0 | Goa | Stadion: DY Patil Stadium, Mumbai Toeschouwers: 22.317 Scheidsrechter: M.B. Santosh Kumar |
| 17 november 2014 19.00 IST | Verslag     |       |     | Stadion: DY Patil Stadium, Mumbai Toeschouwers: 22.317 Scheidsrechter: M.B. Santosh Kumar |
| 17 november 2014 19.00 IST |             |       |     | Stadion: DY Patil Stadium, Mumbai Toeschouwers: 22.317 Scheidsrechter: M.B. Santosh Kumar |
| 17 november 2014 19.00 IST |             |       |     | Stadion: DY Patil Stadium, Mumbai Toeschouwers: 22.317 Scheidsrechter: M.B. Santosh Kumar |
|                            |             |       |     |                                                                                           |

|                            |                     |         |                  | |
| 18 november 2014 19.00 IST | Atlético de Kolkata | 1 – 0   | NorthEast United | Stadion: Salt Lake Stadium, Calcutta Toeschouwers: 37.153 Scheidsrechter: Hettikankanamge Dilan Perera |
| 18 november 2014 19.00 IST | García 51'          | Verslag |                  | Stadion: Salt Lake Stadium, Calcutta Toeschouwers: 37.153 Scheidsrechter: Hettikankanamge Dilan Perera |
| 18 november 2014 19.00 IST |                     |         |                  | Stadion: Salt Lake Stadium, Calcutta Toeschouwers: 37.153 Scheidsrechter: Hettikankanamge Dilan Perera |
| 18 november 2014 19.00 IST |                     |         |                  | Stadion: Salt Lake Stadium, Calcutta Toeschouwers: 37.153 Scheidsrechter: Hettikankanamge Dilan Perera |
|                            |                     |         |                  | |

|                            |                                                  |         |                          |                                                                                                 |
| 19 november 2014 19.00 IST | Chennaiyin                                       | 3 – 1   | Pune City                | Stadion: Jawaharlal Nehru Stadium, Chennai Toeschouwers: 23.726 Scheidsrechter: Ravshan Irmatov |
| 19 november 2014 19.00 IST | Mendoza 51' Bruno Pelissari 70' Lalpekhlua 90+4' | Verslag | 70' (e.d.) Djemba-Djemba | Stadion: Jawaharlal Nehru Stadium, Chennai Toeschouwers: 23.726 Scheidsrechter: Ravshan Irmatov |
| 19 november 2014 19.00 IST |                                                  |         |                          | Stadion: Jawaharlal Nehru Stadium, Chennai Toeschouwers: 23.726 Scheidsrechter: Ravshan Irmatov |
| 19 november 2014 19.00 IST |                                                  |         |                          | Stadion: Jawaharlal Nehru Stadium, Chennai Toeschouwers: 23.726 Scheidsrechter: Ravshan Irmatov |
|                            |                                                  |         |                          |                                                                                                 |

### Speelronde 10
|                           |                              |       |                                   |                                                                                                  |
| 9 december 2014 16.30 IST | Chennaiyin                   | 2 – 2 | Delhi Dynamos                     | Stadion: Jawaharlal Nehru Stadium, Chennai Toeschouwers: 20.446 Scheidsrechter: Pranjal Banerjee |
| 9 december 2014 16.30 IST | Pellisari 16' Lalpekhula 28' |       | 53' Piero 88' Mulder 90+5' Skoubo | Stadion: Jawaharlal Nehru Stadium, Chennai Toeschouwers: 20.446 Scheidsrechter: Pranjal Banerjee |
| 9 december 2014 16.30 IST |                              |       |                                   | Stadion: Jawaharlal Nehru Stadium, Chennai Toeschouwers: 20.446 Scheidsrechter: Pranjal Banerjee |
| 9 december 2014 16.30 IST |                              |       |                                   | Stadion: Jawaharlal Nehru Stadium, Chennai Toeschouwers: 20.446 Scheidsrechter: Pranjal Banerjee |
|                           |                              |       |                                   |                                                                                                  |

|                           |                 |       |           |                                                                                                |
| 9 december 2014 19.00 IST | Kerala Blasters | 1 – 0 | Pune City | Stadion: Jawaharlal Nehru Stadium, Kochi Toeschouwers: 44.532 Scheidsrechter: C. R. Srikrishna |
| 9 december 2014 19.00 IST | Hume 23'        |       |           | Stadion: Jawaharlal Nehru Stadium, Kochi Toeschouwers: 44.532 Scheidsrechter: C. R. Srikrishna |
| 9 december 2014 19.00 IST |                 |       |           | Stadion: Jawaharlal Nehru Stadium, Kochi Toeschouwers: 44.532 Scheidsrechter: C. R. Srikrishna |
| 9 december 2014 19.00 IST |                 |       |           | Stadion: Jawaharlal Nehru Stadium, Kochi Toeschouwers: 44.532 Scheidsrechter: C. R. Srikrishna |
|                           |                 |       |           |                                                                                                |

|                            |                     |       |                            |                                                                                            |
| 10 december 2014 16.30 IST | Atlético de Kolkata | 1 – 1 | Goa                        | Stadion: Salt Lake Stadium, Calcutta Toeschouwers: 37.238 Scheidsrechter: Baldomero Toledo |
| 10 december 2014 16.30 IST | Tefera 68' (pen.)   |       | 27' Marcelino 66' Pinheiro | Stadion: Salt Lake Stadium, Calcutta Toeschouwers: 37.238 Scheidsrechter: Baldomero Toledo |
| 10 december 2014 16.30 IST |                     |       |                            | Stadion: Salt Lake Stadium, Calcutta Toeschouwers: 37.238 Scheidsrechter: Baldomero Toledo |
| 10 december 2014 16.30 IST |                     |       |                            | Stadion: Salt Lake Stadium, Calcutta Toeschouwers: 37.238 Scheidsrechter: Baldomero Toledo |
|                            |                     |       |                            |                                                                                            |

|                            |                  |       |             | |
| 10 december 2014 19.00 IST | NorthEast United | 1 – 1 | Mumbai City | Stadion: Indira Gandhi Athletic Stadium, Guwahati Toeschouwers: 27.772 Scheidsrechter: Ranjit Bakshi |
| 10 december 2014 19.00 IST | Koke 34' (pen.)  |       | 84' Singh   | Stadion: Indira Gandhi Athletic Stadium, Guwahati Toeschouwers: 27.772 Scheidsrechter: Ranjit Bakshi |
| 10 december 2014 19.00 IST |                  |       |             | Stadion: Indira Gandhi Athletic Stadium, Guwahati Toeschouwers: 27.772 Scheidsrechter: Ranjit Bakshi |
| 10 december 2014 19.00 IST |                  |       |             | Stadion: Indira Gandhi Athletic Stadium, Guwahati Toeschouwers: 27.772 Scheidsrechter: Ranjit Bakshi |
|                            |                  |       |             | |

### Speelronde 11
|                           |                |         |                      |                                                                                              |
| 8 november 2014 19.00 IST | Chennaiyin     | 2 – 2   | NorthEast United     | Stadion: Jawaharlal Nehru Stadium, Chennai Toeschouwers: 22.496 Scheidsrechter: Pratap Singh |
| 8 november 2014 19.00 IST | Elano 25', 78' | Verslag | 38' Doungel 85' Koke | Stadion: Jawaharlal Nehru Stadium, Chennai Toeschouwers: 22.496 Scheidsrechter: Pratap Singh |
| 8 november 2014 19.00 IST |                |         |                      | Stadion: Jawaharlal Nehru Stadium, Chennai Toeschouwers: 22.496 Scheidsrechter: Pratap Singh |
| 8 november 2014 19.00 IST |                |         |                      | Stadion: Jawaharlal Nehru Stadium, Chennai Toeschouwers: 22.496 Scheidsrechter: Pratap Singh |
|                           |                |         |                      |                                                                                              |

|                            |                                    |         |                 |                                                                                     |
| 26 november 2014 19.00 IST | Goa                                | 3 – 0   | Kerala Blasters | Stadion: Fatorda Stadium, Margao Toeschouwers: 19.752 Scheidsrechter: Ranjit Bakshi |
| 26 november 2014 19.00 IST | Slepička 64', 79' André Santos 69' | Verslag |                 | Stadion: Fatorda Stadium, Margao Toeschouwers: 19.752 Scheidsrechter: Ranjit Bakshi |
| 26 november 2014 19.00 IST |                                    |         |                 | Stadion: Fatorda Stadium, Margao Toeschouwers: 19.752 Scheidsrechter: Ranjit Bakshi |
| 26 november 2014 19.00 IST |                                    |         |                 | Stadion: Fatorda Stadium, Margao Toeschouwers: 19.752 Scheidsrechter: Ranjit Bakshi |
|                            |                                    |         |                 |                                                                                     |

|                            |                                                    |       |             |                                                                                                |
| 28 november 2014 19.00 IST | Delhi Dynamos                                      | 4 – 1 | Mumbai City | Stadion: Jawaharlal Nehru Stadium, Delhi Toeschouwers: 14.643 Scheidsrechter: C. R. Srikrishna |
| 28 november 2014 19.00 IST | Mulder 44' Junker 50' Marmentini 60' Bhargav 90+3' |       | 86' Yadav   | Stadion: Jawaharlal Nehru Stadium, Delhi Toeschouwers: 14.643 Scheidsrechter: C. R. Srikrishna |
| 28 november 2014 19.00 IST |                                                    |       |             | Stadion: Jawaharlal Nehru Stadium, Delhi Toeschouwers: 14.643 Scheidsrechter: C. R. Srikrishna |
| 28 november 2014 19.00 IST |                                                    |       |             | Stadion: Jawaharlal Nehru Stadium, Delhi Toeschouwers: 14.643 Scheidsrechter: C. R. Srikrishna |
|                            |                                                    |       |             |                                                                                                |

|                            |                   |       |                     | |
| 29 november 2014 19.00 IST | Pune City         | 1 – 1 | Atlético de Kolkata | Stadion: Shree Shiv Chhatrapati Sports Complex, Pune Toeschouwers: 8.427 Scheidsrechter: Umesh Bora |
| 29 november 2014 19.00 IST | Katsouranis 45+1' |       | 11' Podany          | Stadion: Shree Shiv Chhatrapati Sports Complex, Pune Toeschouwers: 8.427 Scheidsrechter: Umesh Bora |
| 29 november 2014 19.00 IST |                   |       |                     | Stadion: Shree Shiv Chhatrapati Sports Complex, Pune Toeschouwers: 8.427 Scheidsrechter: Umesh Bora |
| 29 november 2014 19.00 IST |                   |       |                     | Stadion: Shree Shiv Chhatrapati Sports Complex, Pune Toeschouwers: 8.427 Scheidsrechter: Umesh Bora |
|                            |                   |       |                     | |

### Speelronde 12
|                            |                 |               |            |                                                                                               |
| 30 november 2014 19.00 IST | Kerala Blasters | 0 – 1         | Chennaiyin | Stadion: Jawaharlal Nehru Stadium, Kochi Toeschouwers: 61.323 Scheidsrechter: H. Dilan Perera |
| 30 november 2014 19.00 IST |                 | 87' Pelissari |            | Stadion: Jawaharlal Nehru Stadium, Kochi Toeschouwers: 61.323 Scheidsrechter: H. Dilan Perera |
| 30 november 2014 19.00 IST |                 |               |            | Stadion: Jawaharlal Nehru Stadium, Kochi Toeschouwers: 61.323 Scheidsrechter: H. Dilan Perera |
| 30 november 2014 19.00 IST |                 |               |            | Stadion: Jawaharlal Nehru Stadium, Kochi Toeschouwers: 61.323 Scheidsrechter: H. Dilan Perera |
|                            |                 |               |            |                                                                                               |

|                           |                                         |       |                  |                                                                                        |
| 1 december 2014 19.00 IST | Goa                                     | 3 – 0 | NorthEast United | Stadion: Fatorda Stadium, Margao Toeschouwers: 18.750 Scheidsrechter: Mb Santosh Kumar |
| 1 december 2014 19.00 IST | Fernandes 34' Slepička 45+1' Santos 74' |       |                  | Stadion: Fatorda Stadium, Margao Toeschouwers: 18.750 Scheidsrechter: Mb Santosh Kumar |
| 1 december 2014 19.00 IST |                                         |       |                  | Stadion: Fatorda Stadium, Margao Toeschouwers: 18.750 Scheidsrechter: Mb Santosh Kumar |
| 1 december 2014 19.00 IST |                                         |       |                  | Stadion: Fatorda Stadium, Margao Toeschouwers: 18.750 Scheidsrechter: Mb Santosh Kumar |
|                           |                                         |       |                  |                                                                                        |

|                           |               |       |                     |                                                                                               |
| 2 december 2014 19.00 IST | Delhi Dynamos | 0 – 0 | Atlético de Kolkata | Stadion: Jawaharlal Nehru Stadium, Delhi Toeschouwers: 16.300 Scheidsrechter: Arumughan Rowan |
| 2 december 2014 19.00 IST |               |       |                     | Stadion: Jawaharlal Nehru Stadium, Delhi Toeschouwers: 16.300 Scheidsrechter: Arumughan Rowan |
| 2 december 2014 19.00 IST |               |       |                     | Stadion: Jawaharlal Nehru Stadium, Delhi Toeschouwers: 16.300 Scheidsrechter: Arumughan Rowan |
| 2 december 2014 19.00 IST |               |       |                     | Stadion: Jawaharlal Nehru Stadium, Delhi Toeschouwers: 16.300 Scheidsrechter: Arumughan Rowan |
|                           |               |       |                     |                                                                                               |

|                           |               |       |             | |
| 3 december 2014 19.00 IST | Pune City     | 2 – 0 | Mumbai City | Stadion: Shree Shiv Chhatrapati Sports Complex, Pune Toeschouwers: 7.742 Scheidsrechter: Baldomero Toledo |
| 3 december 2014 19.00 IST | Dudu 66', 80' |       |             | Stadion: Shree Shiv Chhatrapati Sports Complex, Pune Toeschouwers: 7.742 Scheidsrechter: Baldomero Toledo |
| 3 december 2014 19.00 IST |               |       |             | Stadion: Shree Shiv Chhatrapati Sports Complex, Pune Toeschouwers: 7.742 Scheidsrechter: Baldomero Toledo |
| 3 december 2014 19.00 IST |               |       |             | Stadion: Shree Shiv Chhatrapati Sports Complex, Pune Toeschouwers: 7.742 Scheidsrechter: Baldomero Toledo |
|                           |               |       |             | |

### Speelronde 13
|                           |                 |           |                  |                                                                                               |
| 4 december 2014 19.00 IST | Kerala Blasters | 0 – 0     | NorthEast United | Stadion: Jawaharlal Nehru Stadium, Kochi Toeschouwers: 43.299 Scheidsrechter: Tejas Nagvenkar |
| 4 december 2014 19.00 IST |                 | 75' Keene |                  | Stadion: Jawaharlal Nehru Stadium, Kochi Toeschouwers: 43.299 Scheidsrechter: Tejas Nagvenkar |
| 4 december 2014 19.00 IST |                 |           |                  | Stadion: Jawaharlal Nehru Stadium, Kochi Toeschouwers: 43.299 Scheidsrechter: Tejas Nagvenkar |
| 4 december 2014 19.00 IST |                 |           |                  | Stadion: Jawaharlal Nehru Stadium, Kochi Toeschouwers: 43.299 Scheidsrechter: Tejas Nagvenkar |
|                           |                 |           |                  |                                                                                               |

|                           |               |       |                                       |                                                                                                  |
| 5 december 2014 19.00 IST | Chennaiyin    | 1 – 3 | Goa                                   | Stadion: Jawaharlal Nehru Stadium, Chennai Toeschouwers: 24.687 Scheidsrechter: Baldomero Toledo |
| 5 december 2014 19.00 IST | Maurice 90+3' |       | 23' Fernandes 41' Santos 62' Slepička | Stadion: Jawaharlal Nehru Stadium, Chennai Toeschouwers: 24.687 Scheidsrechter: Baldomero Toledo |
| 5 december 2014 19.00 IST |               |       |                                       | Stadion: Jawaharlal Nehru Stadium, Chennai Toeschouwers: 24.687 Scheidsrechter: Baldomero Toledo |
| 5 december 2014 19.00 IST |               |       |                                       | Stadion: Jawaharlal Nehru Stadium, Chennai Toeschouwers: 24.687 Scheidsrechter: Baldomero Toledo |
|                           |               |       |                                       |                                                                                                  |

|                           |           |                |               | |
| 6 december 2014 19.00 IST | Pune City | 0 – 1          | Delhi Dynamos | Stadion: Shree Shiv Chhatrapati Sports Complex, Pune Toeschouwers: 8.212 Scheidsrechter: Ranjit Bakshi |
| 6 december 2014 19.00 IST |           | 88' Marmentini |               | Stadion: Shree Shiv Chhatrapati Sports Complex, Pune Toeschouwers: 8.212 Scheidsrechter: Ranjit Bakshi |
| 6 december 2014 19.00 IST |           |                |               | Stadion: Shree Shiv Chhatrapati Sports Complex, Pune Toeschouwers: 8.212 Scheidsrechter: Ranjit Bakshi |
| 6 december 2014 19.00 IST |           |                |               | Stadion: Shree Shiv Chhatrapati Sports Complex, Pune Toeschouwers: 8.212 Scheidsrechter: Ranjit Bakshi |
|                           |           |                |               | |

|                           |                         |       |                     |                                                                                         |
| 7 december 2014 19.00 IST | Mumbai City             | 2 – 1 | Atlético de Kolkata | Stadion: DY Patil Stadium, Mumbai Toeschouwers: 23.018 Scheidsrechter: Mb Santosh Kumar |
| 7 december 2014 19.00 IST | Ralte 40' Friedrich 76' |       | 60' Sahni           | Stadion: DY Patil Stadium, Mumbai Toeschouwers: 23.018 Scheidsrechter: Mb Santosh Kumar |
| 7 december 2014 19.00 IST |                         |       |                     | Stadion: DY Patil Stadium, Mumbai Toeschouwers: 23.018 Scheidsrechter: Mb Santosh Kumar |
| 7 december 2014 19.00 IST |                         |       |                     | Stadion: DY Patil Stadium, Mumbai Toeschouwers: 23.018 Scheidsrechter: Mb Santosh Kumar |
|                           |                         |       |                     |                                                                                         |

### Speelronde 14
|                           |                     |         |                 |                                                                      |
| 26 oktober 2014 16.30 IST | Atlético de Kolkata | 1 – 1   | Kerala Blasters | Stadion: Salt Lake Stadium, Calcutta Scheidsrechter: Arumughan Rowan |
| 26 oktober 2014 16.30 IST | Sahni 22'           | Verslag | 40' Hume        | Stadion: Salt Lake Stadium, Calcutta Scheidsrechter: Arumughan Rowan |
| 26 oktober 2014 16.30 IST |                     |         |                 | Stadion: Salt Lake Stadium, Calcutta Scheidsrechter: Arumughan Rowan |
| 26 oktober 2014 16.30 IST |                     |         |                 | Stadion: Salt Lake Stadium, Calcutta Scheidsrechter: Arumughan Rowan |
|                           |                     |         |                 |                                                                      |

|                            |                             |         |           | |
| 22 november 2014 19.00 IST | Goa                         | 2 – 0   | Pune City | Stadion: Fatorda Stadium, Margao Toeschouwers: 18.127 Scheidsrechter: Hettikankanamge Dilan Perera |
| 22 november 2014 19.00 IST | Fernandes 6' Slepička 90+4' | Verslag |           | Stadion: Fatorda Stadium, Margao Toeschouwers: 18.127 Scheidsrechter: Hettikankanamge Dilan Perera |
| 22 november 2014 19.00 IST |                             |         |           | Stadion: Fatorda Stadium, Margao Toeschouwers: 18.127 Scheidsrechter: Hettikankanamge Dilan Perera |
| 22 november 2014 19.00 IST |                             |         |           | Stadion: Fatorda Stadium, Margao Toeschouwers: 18.127 Scheidsrechter: Hettikankanamge Dilan Perera |
|                            |                             |         |           | |

|                            |             |         |                                            |                                                                                       |
| 23 november 2014 19.00 IST | Mumbai City | 0 – 3   | Chennaiyin                                 | Stadion: DY Patil Stadium, Mumbai Toeschouwers: 23.857 Scheidsrechter: Anthony Simoes |
| 23 november 2014 19.00 IST |             | Verslag | 71' Bruno Pelissari 81' Singh 89' Cristian | Stadion: DY Patil Stadium, Mumbai Toeschouwers: 23.857 Scheidsrechter: Anthony Simoes |
| 23 november 2014 19.00 IST |             |         |                                            | Stadion: DY Patil Stadium, Mumbai Toeschouwers: 23.857 Scheidsrechter: Anthony Simoes |
| 23 november 2014 19.00 IST |             |         |                                            | Stadion: DY Patil Stadium, Mumbai Toeschouwers: 23.857 Scheidsrechter: Anthony Simoes |
|                            |             |         |                                            |                                                                                       |

|                            |                  |         |                                  | |
| 24 november 2014 14.30 IST | NorthEast United | 1 – 2   | Delhi Dynamos                    | Stadion: Indira Gandhi Athletic Stadium, Guwahati Toeschouwers: 26.749 Scheidsrechter: Ravshan Irmatov |
| 24 november 2014 14.30 IST | Mtonga 80'       | Verslag | 6' Gustavo Marmentini 14' Mulder | Stadion: Indira Gandhi Athletic Stadium, Guwahati Toeschouwers: 26.749 Scheidsrechter: Ravshan Irmatov |
| 24 november 2014 14.30 IST |                  |         |                                  | Stadion: Indira Gandhi Athletic Stadium, Guwahati Toeschouwers: 26.749 Scheidsrechter: Ravshan Irmatov |
| 24 november 2014 14.30 IST |                  |         |                                  | Stadion: Indira Gandhi Athletic Stadium, Guwahati Toeschouwers: 26.749 Scheidsrechter: Ravshan Irmatov |
|                            |                  |         |                                  | |

### Halve finales
|                            |                                 |       |            |                                                                                               |
| 13 december 2014 14.30 IST | Kerala Blasters                 | 3 – 0 | Chennaiyin | Stadion: Jawharlal Nehru Stadium, Kochi Toeschouwers: 60.900 Scheidsrechter: Pranjal Banerjee |
| 13 december 2014 14.30 IST | Ahmed 27' Hume 29' Mathew 90+4' |       |            | Stadion: Jawharlal Nehru Stadium, Kochi Toeschouwers: 60.900 Scheidsrechter: Pranjal Banerjee |
| 13 december 2014 14.30 IST |                                 |       |            | Stadion: Jawharlal Nehru Stadium, Kochi Toeschouwers: 60.900 Scheidsrechter: Pranjal Banerjee |
| 13 december 2014 14.30 IST |                                 |       |            | Stadion: Jawharlal Nehru Stadium, Kochi Toeschouwers: 60.900 Scheidsrechter: Pranjal Banerjee |
|                            |                                 |       |            |                                                                                               |

|                            |                     |       |     |                                                                                            |
| 20 december 2014 14.30 IST | Atlético de Kolkata | 0 – 0 | Goa | Stadion: Salt Lake Stadium, Calcutta Toeschouwers: 53.173 Scheidsrechter: Mb Santosh Kumar |
| 20 december 2014 14.30 IST |                     |       |     | Stadion: Salt Lake Stadium, Calcutta Toeschouwers: 53.173 Scheidsrechter: Mb Santosh Kumar |
| 20 december 2014 14.30 IST |                     |       |     | Stadion: Salt Lake Stadium, Calcutta Toeschouwers: 53.173 Scheidsrechter: Mb Santosh Kumar |
| 20 december 2014 14.30 IST |                     |       |     | Stadion: Salt Lake Stadium, Calcutta Toeschouwers: 53.173 Scheidsrechter: Mb Santosh Kumar |
|                            |                     |       |     |                                                                                            |

|                            |                                                                                    |             |                                 |                                                                                                 |
| 16 december 2014 19.00 IST | Chennaiyin                                                                         | 3 – 1(n.v.) | Kerala Blasters                 | Stadion: Jawaharlal Nehru Stadium, Chennai Toeschouwers: 25.317 Scheidsrechter: Tejas Nagvenkar |
| 16 december 2014 19.00 IST | Silvestre 42' Jhingan 76' (e.d.) Lalpekhlua 90' Materazzi 102', 104' Djordjic 119' |             | 8', 28' McAllister 117' Pearson | Stadion: Jawaharlal Nehru Stadium, Chennai Toeschouwers: 25.317 Scheidsrechter: Tejas Nagvenkar |
| 16 december 2014 19.00 IST |                                                                                    |             |                                 | Stadion: Jawaharlal Nehru Stadium, Chennai Toeschouwers: 25.317 Scheidsrechter: Tejas Nagvenkar |
| 16 december 2014 19.00 IST |                                                                                    |             |                                 | Stadion: Jawaharlal Nehru Stadium, Chennai Toeschouwers: 25.317 Scheidsrechter: Tejas Nagvenkar |
|                            |                                                                                    |             |                                 |                                                                                                 |

|                            |                            |                  |                                   |                                                                                       |
| 17 december 2014 19.00 IST | Goa                        | 0 – 0 2 – 4 pen. | Atlético de Kolkata               | Stadion: Fatorda Stadium, Margao Toeschouwers: 19.012 Scheidsrechter: Ravshan Irmatov |
| 17 december 2014 19.00 IST |                            |                  |                                   | Stadion: Fatorda Stadium, Margao Toeschouwers: 19.012 Scheidsrechter: Ravshan Irmatov |
| 17 december 2014 19.00 IST | Strafschoppen              |                  |                                   | Stadion: Fatorda Stadium, Margao Toeschouwers: 19.012 Scheidsrechter: Ravshan Irmatov |
| 17 december 2014 19.00 IST | Santos Özbey Amiri Miranda |                  | Josemi Rafi Jofre Borja Fernández | Stadion: Fatorda Stadium, Margao Toeschouwers: 19.012 Scheidsrechter: Ravshan Irmatov |
|                            |                            |                  |                                   |                                                                                       |

### Finale
|                            |                 |               |                     |                                                                                        |
| 17 december 2014 19.00 IST | Kerala Blasters | 0 – 1         | Atlético de Kolkata | Stadion: DY Patil Stadium, Mumbai Toeschouwers: 36.484 Scheidsrechter: Ravshan Irmatov |
| 17 december 2014 19.00 IST |                 | 90+4' Rafique |                     | Stadion: DY Patil Stadium, Mumbai Toeschouwers: 36.484 Scheidsrechter: Ravshan Irmatov |
| 17 december 2014 19.00 IST |                 |               |                     | Stadion: DY Patil Stadium, Mumbai Toeschouwers: 36.484 Scheidsrechter: Ravshan Irmatov |
| 17 december 2014 19.00 IST |                 |               |                     | Stadion: DY Patil Stadium, Mumbai Toeschouwers: 36.484 Scheidsrechter: Ravshan Irmatov |
|                            |                 |               |                     |                                                                                        |